# Прапор Шахтарського району
Пра́пор Шахта́рського райо́ну затверджений сесією Шахтарської районної ради.

## Опис
Полотнище прапора складається з трьох полів: рівнобічного трикутника білого кольору, на якому розташовано сріблясте зображення  елементів меморіального комплексу «Савур-Могила» (статуї солдата і стели), верхнього від горизонтальної осі — зеленого кольору і нижнього — жовтого, які символізують аграрну спрямованість району.